# Impulse pro Viertelnote
Impulse pro Viertelnote (engl. pulses per quarter note), auch als Impulse pro Viertel (PPQ) und Ticks pro Viertelnote (TPQN) bezeichnet, ist die kleinste Zeiteinheit, die für die Quantisierung von Noten- und Tonereignissen sowohl in Step-Sequenzern als auch im MIDI-Standard verwendet wird.
Wenn die Auflösung zu niedrig ist (zu wenige PPQN), klingt die im Sequenzer aufgezeichnete Musik möglicherweise künstlich (weil durch die Taktfrequenz quantisiert), wodurch alle subtilen Variationen im Timing verloren gehen, die der Musik ein „menschliches“ Gefühl verleihen. Gewollt quantisierte Musik kann Auflösungen von nur 24 (der Standard für Sync24 bei MIDI) oder sogar 4 PPQN (der nur einen Takt pro Sechzehntelnote hat) haben. Auf der anderen Seite sind moderne computergestützte MIDI-Sequenzer, die mehr Nuancen erfassen sollen, normalerweise auf 960 PPQN und darüber hinaus ausgelegt. Auch eine quantisierungsfreie Aufzeichnung und Nachquantisierung ist möglich.
Diese Auflösung ist ein Maß für die Zeit im Verhältnis zum Tempo, da das Tempo die Länge einer Viertelnote und damit die Dauer jedes Impulses definiert. Der resultierende PPQN pro MIDI-Takt bezieht sich somit auf die Zeitbasis in Mikrosekunden, definiert als 60.000.000 × MicroTempo = Beats pro Minute (bpm).